# Kathryn Casault
Kathryn Casault est une maquilleuse québécoise connue entre autres pour son travail sur les films Babine, Monsieur Lazhar et Incendies.

## Biographie
Kathryn Casault est la cheffe maquilleuse de plusieurs productions importantes du cinéme québécois. Elle travaille comme maquilleuse de cinéma depuis plus de 40 ans. 
Elle reçoit le prix Jutra du meilleur maquillage en 2009. De plus, elle obtient durant sa carrière de nombreuses nominations aux prix du Gala Québec Cinéma et aux Écrans canadiens.

## Filmographie
Source : IMDb
- 1981 : Gas (en) de Les Rose (en)
- 1981 : La Guerre du feu de Jean-Jacques Annaud
- 1982 : Terreur à l'hôpital central de Jean-Claude Lord
- 1983 : The Funny Farm de Ron Clark
- 1984 : Les Années de rêves de Jean-Claude Labrecque
- 1985 : Joshua Then and Now de Ted Kotcheff
- 1987 : Wild Thing de Max Reid
- 1987 : Un zoo la nuit de Jean-Claude Lauzon
- 1987 : Le Frère André de Jean-Claude Labrecque
- 1988 : La Peau et les Os de Johanne Prégent
- 1989 : Les Matins infidèles de Jean Beaudry et François Bouvier
- 1989 : Trois pommes à côté du sommeil de Jacques Leduc
- 1990 : Docteur Norman Bethune de Phillip Borsos
- 1990 : Cargo de François Girard
- 1991 : Nelligan de Robert Favreau
- 1993 : Trente-deux films brefs sur Glenn Gould de François Girard
- 1995 : Le Sphinx de Louis Saia
- 1999 : Souvenirs intimes de Jean Beaudin
- 1999 : Le Désosseur de Phillip Noyce
- 2000 : La Veuve de Saint-Pierre de Patrice Leconte
- 2000 : L'Art de la guerre de Christian Duguay
- 2001 : La Femme qui boit de Bernard Émond
- 2002 : Le Collectionneur de Jean Beaudin
- 2002 : Moïse : L'Affaire Roch Thériault de Mario Azzopardi
- 2003 : 20h17 rue Darling de Bernard Émond
- 2004 : Nouvelle-France de Jean Beaudin
- 2004 : Le Jour d'après de Roland Emmerich
- 2005 : L'Audition de Luc Picard
- 2007 : Ma tante Aline de Gabriel Pelletier
- 2007 : Nitro d'Alain DesRochers
- 2007 : Si j'étais toi de Vincent Perez
- 2008 : Babine de Luc Picard
- 2008 : Voyage au centre de la Terre de Eric Brevig (en)
- 2009 : Pour toujours, les Canadiens! de Sylvain Archambault
- 2010 : Cabotins de Alain DesRochers
- 2010 : Incendies de Denis Villeneuve
- 2011 : Décharge de Benoît Pilon
- 2011 : Monsieur Lazhar de Philippe Falardeau
- 2011 : En terrains connus de Stéphane Lafleur
- 2012 : L'Empire Bo$$é de Claude Desrosiers
- 2012 : Inch'Allah d'Anaïs Barbeau-Lavalette
- 2012 : Ésimésac de Luc Picard
- 2013 : Gabrielle de Louise Archambault
- 2013 : Whitewash d'Emanuel Hoss-Desmarais
- 2013 : Les Quatre Soldats de Robert Morin
- 2013 : Tom à la ferme de Xavier Dolan
- 2014 : Tu dors Nicole de Stéphane Lafleur
- 2015 : Les Êtres chers d'Anne Émond
- 2015 : Guibord s'en va-t-en guerre de Philippe Falardeau
- 2015 : Endorphine d'André Turpin
- 2016 : Iqaluit de Benoît Pilon
- 2016 : X-Men: Apocalypse de Bryan Singer
- 2016 : Un ours et deux amants de Kim Nguyen
- 2016 : Les Mauvaises Herbes de Louis Bélanger
- 2016 : Un paradis pour tous de Robert Morin
- 2017 : Le Problème d'infiltration de Robert Morin
- 2017 : Hochelaga, terre des âmes de François Girard
- 2017 : Les Rois mongols de Luc Picard
- 2018 : La Disparition des lucioles de Sébastien Pilote
- 2018 : Isla Blanca de Jeanne Leblanc
- 2019 : Il pleuvait des oiseaux de Louise Archambault
- 2019 : Vivre à 100 milles à l'heure de Louis Bélanger
- 2020 : La Déesse des mouches à feu d'Anaïs Barbeau-Lavalette
- 2020 : Le Club Vinland de Benoît Pilon
- 2021 : Crépuscule pour un tueur de Raymond St-Jean
- 2021 : Confessions de Luc Picard

## Distinctions
Source : IMDb

### Récompenses
- Prix Jutra 2009 du meilleur maquillage

### Nominations
- Prix Jutra 2004 du meilleur maquillage 20h17 rue Darling
- Prix Jutra 2005 du meilleur maquillage Nouvelle-France
- Prix Jutra 2006 du meilleur maquillage L'Audition
- Prix Jutra 2008 du meilleur maquillage Babine
- Prix Génie 2011 Incendies (partagé avec André Duval)
- Prix Jutra 2012 du meilleur maquillage Décharge
- Prix Jutra 2013 du meilleur maquillage
  - L'Empire Bo$$é
  - Ésimésac
- Prix Jutra 2014 du meilleur maquillage
  - Les Quatre Soldats
  - Whitewash
- Prix Jutra 2015 du meilleur maquillage Tom à la ferme
- Prix Écrans canadiens 2017 Meilleurs maquillages Un ours et deux amants
- Prix Écrans canadiens 2018 Meilleurs maquillages Hochelaga, terre des âmes
- Prix Iris 2018 du meilleur maquillage
  - Le Problème d'infiltration
  - Hochelaga, terre des âmes
- Prix Iris 2021 du meilleur maquillage La Déesse des mouches à feu